# Sarah Becker
Sarah Cary Becker, también conocida como Sarah Becker y cuyo apellido de soltera era Tuckerman, (Chelsea, 14 de febrero de 1813-Washington D. C., 27 de noviembre de 1901) fue una lingüista estadounidense.

## Biografía
No se conocen muchos datos acerca de la vida de Sarah Cary Becker pues, presumiblemente, su apellido de soltera fuera Tuckerman y adoptó el de su esposo Alexander Christian Becker (1815-1849). Para la fecha de publicación de su única obra conocida hasta el momento, Spanish idioms, en 1886, Becker ya sería viuda y conservaba el apellido de su marido, razón por la cual el nombre de autora que figura en dicha obra es el de Sarah Cary Becker. 
En 1887, Sarah Cary Becker publicó Spanish idioms with their English equivalents embracing nearly ten thousand phrases, junto a Federico Mora (¿?-1886-¿?), aunque hay otra edición sin fecha, pero con el copyright de 1886. Becker contaba con el inglés como lengua materna y Mora, de quien se desconoce su nacionalidad, con el español, estando ambos familiarizados con la otra lengua. Ello les permitió concebir este volumen de alrededor de mil expresiones en español que no tienen una traducción gramatical literal pero que sí permite encontrar en el inglés una frase equivalente. Los autores, tomando como referencia las expresiones en español que aparecen en la columna izquierda, agrupan alfabéticamente estos dichos o frases hechas en dos categorías según contengan las expresiones un verbo o no. Algunas frases resultarían arcaicas para el lector moderno, dado que una de las obras de referencia para este manual fue El Quijote, como indicaron  Becker y Mora en el prólogo. Asimismo, se tuvieron en cuenta gramáticas muy difundidas a finales del siglo XIX, como las publicadas por los autores William Ireland Knapp (1835-1908), Hermann M. Monsanto (¿?-1875-1911-¿?) y Louis A. Languellier (¿?-1875-1903-¿?).
Spanish idioms with their English equivalents embracing nearly ten thousand phrases fue reimpresa por la misma editorial de Ginn and Company trece años después de su primera aparición, en 1899, sin que se añadiera ninguna modificación al texto.

## Obra
- Becker, Sarah Cary y Federico Mora, Spanish idioms with their English equivalents embracing nearly ten thousand phrases, Ginn and Company, Boston-Nueva York-Chicago-Londres-Atlanta-Dallas-Columbus-San Francisco, 1886.
- Becker, Sarah Cary y Federico Mora, Spanish idioms with their English equivalents embracing nearly ten thousand phrases, Ginn and Company, Boston, 1899.